# Eucalyptus eugenioides
Eucalyptus eugenioides é uma espécie de árvore endêmica do leste da Austrália. Trata-se de uma árvore de pequeno a médio porte, com casca áspera e fibrosa, folhas adultas lanceoladas a curvadas, gomos florais agrupados em número de nove a quinze, flores brancas e frutos hemisféricos.

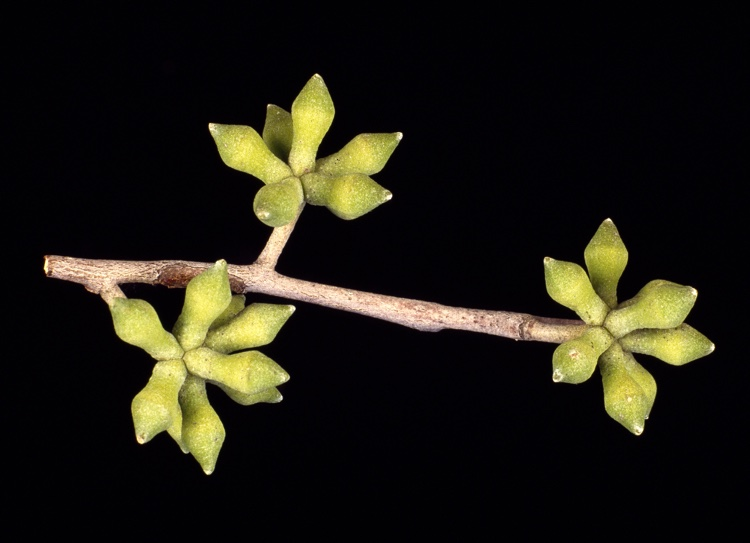
Gomos florais

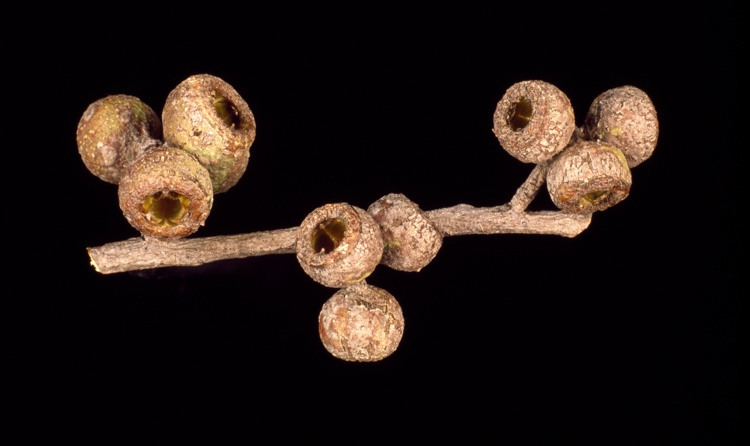
Frutos

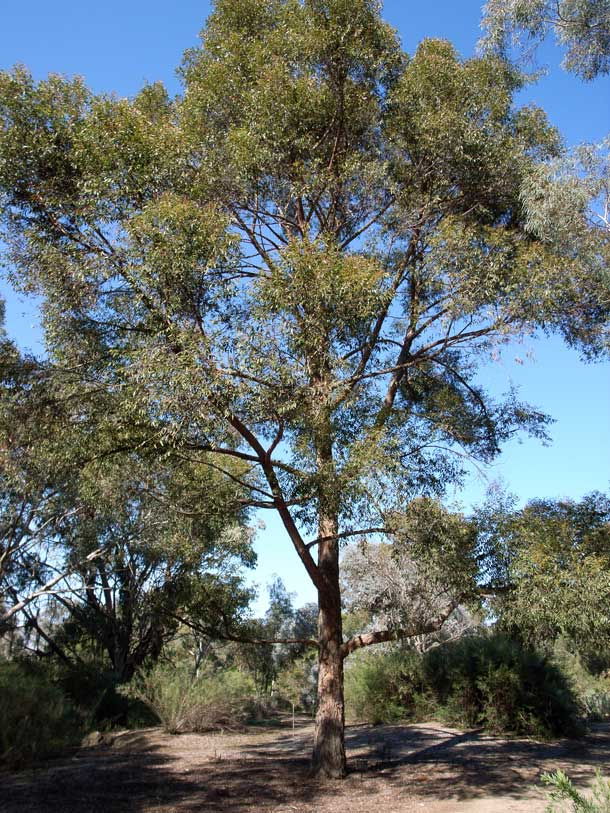
Espécime no en

## Descrição
O Eucalyptus eugenioides é uma árvore que geralmente alcança de 25 a 30 m de altura e desenvolve um lignotúber. Seu tronco tem cerca de 70 cm de largura na circunferência a altura do peito e é revestido por uma casca áspera, fibrosa, de cor cinza a avermelhada. As plantas jovens e os brotos de talhadia possuem folhas ovadas a lanceoladas, com 45 a 80 mm de comprimento e 15 a 35 mm de largura, exibindo um verde brilhante na face superior e um tom visivelmente mais claro na inferior. As folhas adultas apresentam um verde brilhante uniforme em ambos os lados, com formato lanceolado a curvado, medindo de 70 a 160 mm de comprimento e de 9 a 35 mm de largura, sustentadas por um pecíolo de 6 a 20 mm. Os gomos florais surgem nas axilas das folhas, em grupos de nove a quinze, dispostos em um pedúnculo não ramificado de 5 a 17 mm de comprimento, com cada botão sustentado por um pedicelo de 1 a 5 mm. Os gomos maduros, de cor verde a amarela, têm formato oval a fusiforme, com 6 a 8 mm de comprimento e 3 a 4 mm de largura, e uma caliptra cônica a bicuda. A floração ocorre entre julho e janeiro. O fruto é uma cápsula lenhosa, hemisférica ou esférica achatada, com 4 a 6 mm de comprimento e 6 a 10 mm de largura, com válvulas posicionadas próximas ao nível da borda ou ligeiramente salientes.

## Taxonomia
O Eucalyptus eugenioides foi descrito formalmente em 1827 por Kurt Sprengel, com base em uma descrição inédita de Franz Wilhelm Sieber, publicada em seu livro Systema Vegetabilium. O nome da espécie reflete sua semelhança percebida com árvores do gênero Eugenia. O termo em inglês "stringybark" ("casca fibrosa") refere-se às fibras longas e finas da casca que podem ser retiradas do tronco em tiras.

## Distribuição e habitat
O Eucalyptus eugenioides é encontrado no leste de Nova Gales do Sul, desde Wyndham [en] ao norte até as proximidades de Warwick [en] no sudeste de Queensland, com populações esparsas mais ao norte até Gladstone [en]. É uma árvore comum em solos de fertilidade moderada, derivados de xisto e ardósia, em terras baixas e colinas suaves. Cresce em florestas abertas junto a outras espécies, como Eucalyptus moluccana [en], Eucalyptus tereticornis, Eucalyptus amplifolia [en], Eucalyptus viminalis, Eucalyptus longifolia [en], Eucalyptus crebra [en], Eucalyptus cinerea, Corymbia maculata, Melaleuca styphelioides [en] e Melaleuca decora [en]. O Eucalyptus eugenioides é uma das espécies-chave do dossel das ameaçadas florestas da Planície de Cumberland [en].

## Ecologia
O Eucalyptus eugenioides regenera-se após incêndios florestais por meio de brotos epicórmicos e pode viver por mais de cem anos. A espécie de besouro Adrium artifex, da família Cerambycidae, foi registrada associada a essa árvore.

## Cultivo
O Eucalyptus eugenioides é cultivado na Califórnia, onde se desenvolve melhor em áreas costeiras. Em Nova Gales do Sul, é conhecido entre apicultores como "stringybark de boa qualidade", pois as abelhas que se alimentam dele permanecem saudáveis e produzem mel com um perfil de aminoácidos bem equilibrado. Além disso, fornece a última safra de pólen antes do inverno.